# Устименко Максим Вікторович
Максим Вікторович Устименко нар. 18 червня 1974, Керч) — український футболіст, що грав на позиції нападника. Відомий за виступами в українських футбольних клубах різних ліг, у тому числі у складі сімферопольської «Таврії» у вищій українській лізі.

## Кар'єра футболіста
Максим Устименко розпочав виступи на футбольних полях у 1991 році в команді другої ліги СРСР «Океан» з Керчі, продовжив виступи в складі команди в чемпіонаті незалежної України в перехідній та другій лігах до кінця 1993 року. На початку 1994 року футболіст отримав запрошення до команди вищої української ліги «Таврія» з Сімферополя. У складі «Таврії» Устименко грав протягом 1994 року, зіграв 18 матчів у чемпіонаті України, проте забитими м'ячами йому так і не вдалося відзначитись. З початку 1995 року Максим Устименко грав у складі команди другої ліги «Динамо» з Сак, де за півтора року провів 24 матчі. На початку сезону 1996—1997 року футболіст знову став гравцем керченської команди другої ліги, яка до цього часу змінила назву на «Портовик». Протягом сезону він зіграв 18 матчів за керченський клуб, а з початку сезону 1997—1998 років футболіст став гравцем команди першої ліги «Явір» з Краснопілля. Протягом сезону зіграв у складі команди 17 матчів. За рік команда змінила назву на «Явір-Спартак», та переїхала до Сум. Устименко продовжив виступи в новосформованій сумській команді, та зіграв у сезоні 1998—1999 років 17 матчів у першій лізі, де йому вдалось відзначитись 1 забитим м'ячем. У 1999—2001 роках Максим Устименко грав у складі команди другої ліги «Титан» з Армянська, після чого він закінчив виступи на футбольних полях.